# Lacchiarella
Lacchiarella é uma comuna italiana da região da Lombardia, província de Milão, com cerca de 7.150 habitantes. Estende-se por uma área de 24 km², tendo uma densidade populacional de 298 hab/km². Faz fronteira com Zibido San Giacomo, Pieve Emanuele, Basiglio, Binasco, Siziano (PV), Casarile, Vidigulfo (PV), Giussago (PV), Bornasco (PV).

## Demografia
| Variação demográfica do município entre 1861 e 2011                               |
|                                                                                   |
| Fonte: Istituto Nazionale di Statistica (ISTAT) - Elaboração gráfica da Wikipedia |